# Doris (альбом)
Doris — дебютный студийный альбом американского рэпера и продюсера Эрла Свэтшота, выпущенный на лейблах Tan Cressida и Odd Future Records 20 августа 2013 года. Дистрибьютором выступили Columbia Records.
Это первая крупная работа артиста после возвращения с Самоа и микстейпа «Earl», вышедшем в 2010 году, а также первый проект, в котором Эрл выступил в качестве продюсера, спродюсировав бо́льшую часть пластинки. Над релизом также работали различные известные музыканты и друзья Свэтшота, включая Винса Стейплса, Фрэнка Оушена, Мака Миллера, RZA из Wu-Tang Clan, Tyler, The creator, продюсерский дуэт The Neptunes и др.
Альбом выделяется своим мрачным звучанием и записан в таких жанрах, как абстрактный хип-хоп и андеграунд, а также хардкор-рэп.
Doris получил очень высокие оценки от критиков и фанатов, дебютировав с пятой позиции в чарте Billboard 200, став коммерчески успешным. К 2022 году альбом распродался тиражом в более чем 500 тысяч экземпляров и был сертифицирован золотым.

## История
В феврале 2012 года, после более чем годового пребывания в закрытой терапевтической школе Coral Reef Academy, находящейся недалеко от города Апиа в Самоа, восемнадцатилетний Эрл возвращается домой в Лос-Анджелес, о чём сообщает на своей странице в твиттере, а спустя несколько часов, на своем официальном сайте Terttlefer.com, позже переименованный в Earlsweatshirt.com выпускает песню «Home», спродюсированную мультинструменталистом и музыкантом лейбла Stones Throw Records Джеймсом Пентсом. Песня, хронометраж которой едва досягал до двух минут ознаменовала собой возвращение Эрла в музыкальную индустрию. Сразу после возвращения с Самоа он начинает работать над дебютным студийным альбомом. 20 марта творческое объединение Odd Future, участником которого также являлся Эрл, выпускает свой дебютный альбом «The OF Tape Vol. 2». На заключительный и самый длинный (почти 11 минут) трек с альбома «Oldie», в котором все участника группы, включая Свэтшота исполняют по куплету был снят и опубликован музыкальный клип, вышедший в тот же день, что и альбом. Как позже сказал Эрл, текст к его двухминутному куплету для «Oldie» был полностью написан им ещё во время пребывания в Самоа.
2 мая появляется новость о том, что Свэтшот открывает свой собственный лейбл под названием Tan Cressida под крылом Columbia Records, предназначенный для выпуска сольного материала. Изначально некоторым показалось странным то, что Эрл основал свой собственный лейбл вместо того чтобы присоединиться к уже существующему Odd Future Records, музыкального лейбла объединения, участником которого он сам и являлся. Однако, сам Свэтшот говорил о том, что выбрал как дистрибьютора и материнскую компанию именно Columbia, потому что и у Columbia и у Odd Future Records один и тот же владелец, представленный в лице Sony, и что он отказался от вариантов с другими крупными компаниями, так как желает быть ближе к своим друзьям с Odd Future. Данная сделка также позволила артисту размещать логотип OF на свои релизы.
Спустя некоторое время, 13 августа 2012 года Эрл делится информацией о предстоящем альбоме посредством твиттера, где он даёт примерное представление о том, как будет звучать пластинка, публикуя список музыкантов, которые в той или иной форме участвовали в работе над ней. Название и обложка же упомянуты не были. Список содержал имена таких музыкантов как: RZA, Domo Genesis, Frank Ocean, Casey Veggies, Syd tha Kyd, Matt Martians, The Neptunes, Tyler, The Creator, Thundercat, Samiyam, The Alchemist, Vince Stapes, Christian Rich, BBNG и Om'Mas Keith.
В тот же день артист добавил, что «ожидает потерю некоторых фанатов» ввиду того, что содержание нового альбома будет сильно отличаться от того, что было на микстейпе «Earl», вышедшем в 2010, где основной упор в текстах был на такие провокативные темы, как изнасилования и убийства. Он позже добавил: «Я надеюсь, что потеряю вас как фанатов, если единственная причина почему я вам нравлюсь это потому что читал об изнасилованиях когда мне было 15 лет.»
Спустя несколько месяцев, а именно 12 ноября Эрл объявил, что собирается выпустить два студийных альбома, из которых второй будет иметь название «Gnossos», а спустя несколько недель объявляет название дебютного альбома — «Doris».
После череды синглов и выступлений, 12 июля уже 2013 года Эрл публикует в сеть треклист альбома, состоящего из пятнадцати песен с примерной общей продолжительностью в 44 минуты, обложку и точную дату выхода, установленную на 20 августа 2013 года.

## Содержание
В интервью журналу GQ, приуроченному к выходу «Doris» Эрл подробно рассказал о том, почему содержание альбома сильно отличается от дебютной работы, вышедшей в 2010. Он рассказал о том, что во время записи «Earl» он «не знал как выразить свои мысли через песни», и что о таких провокативных темах, как убийства или изнасилования, которые очень часто упоминались на микстейпе, он читать больше не собирается. Причиной этому послужило то, что артист сам по себе «повзрослел», так как при выходе «Earl» ему было всего 16, а ещё во время пребывания в Самоа он часто общался с жертвами сексуального насилия, что также повлияло на него. «Я фанат всякой жуткой дичи, но не до такой степени. В конце-то концов, я не какой-то там отбитый парень.» — прокомментировал он. Также он высказался об очень мрачной, личной и депрессивной обстановке альбома: "Не знаю про психические расстройства, но иногда я могу быть грустной сукой. То есть, я не могу сделать настолько хорошую музыку когда я радостный. "

### Название

Кадр, сделанный во время создания обложки для альбома Джейсоном Диллой

Некоторые задавались вопросом почему Эрл назвал альбом именно «Doris», что является древнегреческим женским именем. Многие фанаты и крупные медиа-ресурсы, включая журнал Clash и The Washington Post сообщали, что «Doris» назван в честь скончавшейся во время работы над альбомом бабушки Эрла, которую, судя по всему звали именно Дорис. Однако сам Свэтшот на интервью у Sway's Universe сказал что ему просто очень сильно нравится это имя и назвал себя «old-ass person». Что интересно отметить, артист точно так же говорил о создании своего псевдонима Earl Sweatshirt, а также говорил, что у него «одержимость именами старых людей».

#### Обложка
Обложка альбома была представлена в тот же день, что дата выхода и треклист. Она представляет собой зернистое чёрно-белое фото, на котором Эрл стоит с закрытыми глазами на фоне стены, где висит распятие Иисуса Христа с мешком, закрывающую голову христа. Обложка была сфотографирована дома у известного скейтбордиста Джейсона Дилла самим Джейсоном, а жёлтые надписи с названием альбома и исполнителя, стилизованные под граффити были выполнены легендарным нью-йоркским граффитистом Кунле Мартинсом, известным своими работами в 90-х годах под псевдонимом Earsnot. Дилла в интервью говорил о том, что гордится тем, что принял участие в создании обложки альбома.

## Запись
«Doris» является первым полноценным проектом, в котором Эрл выступил в качестве продюсера. Он взял себе псевдоним «randomblackdude», предназначенный для написания музыки и продюсирования песен как своих, так и других артистов. Бо́льшая часть песен с альбома была спродюсирована именно Эрлом.
"Когда я занимаюсь созданием музыки, я хочу добиться этого странного хиппи-звучания, — оно ведь потрясающее. Я курю траву и наслаждаюсь звуками. Я могу слушать один и тот же паттерн по 48 часов и думать: «Ох, как же прекрасно»."
Говоря о создании музыки и вдохновении, он называл Джей Диллу, MF DOOM, Мэдлиба и Канье Уэста своими любимыми продюсерами, а также назвал такие альбомы, как «Madvillainy» и «Late Registration» своей святой граалью.
Основная работа над альбомом велась в течение четырёх или пяти месяцев. «Когда я записывал большую часть альбома, я стал невероятно худым из-за того, что все время только курил траву и сигареты и пил Red Bull.» — говорил Эрл про тот период в интервью GQ. Как говорил сам Свэтшот, самой первой из всех песен на альбоме была сделана «Hive», которая также является первым треком, над которым Эрл работал в качестве продюсера. Песня была записана дома у Syd tha Kid и Мэтта Маршэнса в Лос-Анджелесе на Марине Дель Рей, а музыка была создана при помощи программы Reason продюсерским дуэтом Sweaty Martians, состоящим на тот момент из Эрла и Мэтта, который помогал ему с созданием бита. Мэтт говорил о записи трека так:

Мы работали над битом в Reason и все переросло в зачитывание строчек. Следующее, что мы видим это то, как приходит Кейси Веджис с ещё 12 людьми, каждый из которых читал рядом с Тибе. Микрофон стоял посередине комнаты, и Тибе начал читать рэп на виду у всех. Он записал свой куплет одним непрерывным тейком с первого раза, после чего свой куплет зачитал Кейси. Мы сделали бит, написали текст и записали все примерно за три часа Оригинальный текст (англ.)We were messing around with a beat in Reason; it got kinda tight, then we started rapping. Next thing we know, Casey comes over with his crew, and there’s like 12 people in our living room, all rapping around Thebe. The mic is in the middle of the room, and Thebe is rapping in front of everybody. He does his verse in one take, then Casey does his. We made the beat, wrote the lyrics and recorded everything in three hours.”.

Винс Стейплс, также присутствующий на «Hive» рассказывал о своём участии в создании песни:

Эрл и Кейси записывали вместе песню, и в этот момент зашёл я. Он [Эрл] спросил у меня, не хочу ли я исполнить третий куплет, и я согласился. Все было действительно легко и по-настоящему. Бо́льшая часть его альбома именно так и была записана. Ничего не планировалось заранее.Оригинальный текст (англ.)"He was just recording the song, him and Casey, and I walked in. And while they were recording it, I came over, and [Earl] asked if I wanted to get in on the third verse, and I was like, 'Yeah.' Real easy, real natural. Most of his album happened naturally like that. Nothing really plotted out.”

Над альбомом также работали продюсеры братья Таиво и Кехинди Хассан, более известные под общим именем Christian Rich. После того, как Эрл встретил продюсеров на A&R Sony, он предложил им поработать над продакшеном альбома, на что они согласились. Вместе с дуэтом в первую очередь был сделан трек «Chum», являвшимся первым синглом. Инструментал был сделан быстрее всех остальных треков с использованием программы Logic pro. Таиво Хассан написал припев, а Эрл, в свою очередь дописал всю остальную песню. Также изначально предлагалось чтобы припев в «Chum» исполнял вокалист Radiohead Том Йорк, дабы песня звучала «более масштабной», однако Эрл отказался от 

Эрл Свэтшот, The Neptunes и Christian Rich работают на студии.

этой затеи, сказав что не хочет такого звучания. Ещё в интервью NPR он говорил о том, как не любит такого рода затеи, упоминая похожий случай во время работы над «Doris»:

Был такой период, когда никто с лейбла не понимал, что именно я пытаюсь сделать, и соответственно меня сводили с неподходящими людьми. Мне дали бит, в котором был уже заранее записанный припев от Джона Ледженда, и я думал про себя: «Боже, я в дерьме». Оригинальный текст (англ.)There was that period of time when no one from the label got what I was trying to do, so they were trying to put me in the studio with the wrong niggas. I got a beat that had a John Legend hook on it already. It was a very messy period of time and I was just like: “Oh my God, I’m fucked.”

После отказа от идеи с Йорком, был приглашён участник легендарного продюсерского дуэта The Neptunes, Чад Хьюго, который в итоге исполнил минутное синтезаторное соло в песне, а Эрл наложил поверх этого ударные, благодаря чему и получилось аутро к песне.
В это же время Таиво предложил Свэтшоту поработать вместе с полным составом The Neptunes, пообещав, что сведёт Фаррела Уильямся и Чада Хьюго вместе, чтобы они все вместе поработали над альбомом. Впоследствии чего и был создан трек «Burgundy», также вошедший в треклист «Doris».
Участие над продюсированием альбома также принимал культовый рэпер RZA, негласный лидер не менее культовой хип-хоп группы Wu-Tang Clan, славящаяся своим жёстким и андеграундным звучанием. Он выступил основным продюсером песни «Molasses», к которой полностью написал инструментал, а также, как говорили Эрл и Винс Стейплс на интервью, зачитал двенадцатиминутный фристайл под этот же бит. В итоге, в финальную версию попали лишь несколько секунд фристайла от RZA.